# Sushil Kumar Dhara
Sushil Kumar Dhara (Tikarampur, 2 de março de 1911 - Mahishadal, 28 de janeiro de 2011) foi um líder político e revolucionário da Índia.